# Rzegocin (Sainte-Croix)
Pour les articles homonymes, voir Rzegocin.
Rzegocin est une localité polonaise de la gmina de Nowy Korczyn, située dans le powiat de Busko en voïvodie de Sainte-Croix.